# An Ånswer Can Be Found
An Ånswer Can Be Found är Camp Kill Yourself:s tredje studioalbum som släpptes 28 juni 2005.

## Låtar
1. "Suddenly Tragic"  – 4:54
2. "The Way You Lived"  – 3:50
3. "Dressed In Decay"  – 3:15
4. "Familiar Realm"  – 3:55
5. "All Power To Slaves"  – 3:28
6. "Tripled Manic State"  – 3:23
7. "Behind the Screams"  – 1:34
8. "Deceit Is Striking Gold"  – 2:58
9. "As the Tables Turn"  – 4:08
10. "Sniped"  – 3:16
11. "Don't Hold Your Breath"  – 4:02